# Хаас, Мауриц де
Мауриц Фредерик Хендрик де Хаас (нидерл. Mauritz Frederik Hendrik de Haas, 12 декабря 1832, Роттердам, Южная Голландия, Нидерланды — 23 ноября 1895, Нью-Йорк, США) — голландско-американский художник-маринист.

## Биография
Мауриц де Хаас родился в Роттердаме, там же он изучал живопись в Роттердамской академии. Позднее продолжил обучение в Гааге в Королевской академии искусств под руководством Йоханнеса Босбома и Луи Мейера, а в 1851—1852 годах — в Лондоне, обучаясь у английских акварелистов того времени. В 1857 году Мауриц получил должность художника в голландском военно-морском флоте, но в 1859 году по рекомендации Августа Белмонта, который в прошлом был послом Соединенных Штатов в Гааге, он подал в отставку и переехал в Нью-Йорк.
В Соединенных Штатах Хаас вскоре стал известным маринистом, в особенности благодаря картинам в реалистическом стиле, написанным масляными и акварельными красками. Типичным для его творчества является несколько мрачный тон. Мауриц писал в основном парусные корабли, в том числе на побережье Голландии, Новой Англии, Лонг-Айленда и близ острова Гран-Манан в заливе Фанди, в штормовую погоду или при сильном ветре, часто также при сумерках или ночью, при лунном свете. Хаас стал членом Национальной академии наук США в 1863 году и академиком в 1867 году. Он ежегодно выставлялся в академии, а в 1866 году был одним из основателей Американского общества акварелистов. В 1878 и 1889 годах он выставлялся на всемирных выставках в Париже, а в 1893 году на Всемирной выставке в Чикаго. Хаас являлся действительным членом Национальной академии дизайна, для которой выставлялся несколько раз.
Его брат Виллем де Хаас (1830—1880) также был художником-маринистом. Мауриц де Хаас умер в 1895 году в возрасте 62 лет. Работы Хааса в настоящее время выставлены в американских музеях, в том числе в Музее изящных искусств Бостона, Нью-Йоркском историческом обществе, Национальной академии дизайна и Смитсоновском музее американского искусства.

## Галерея

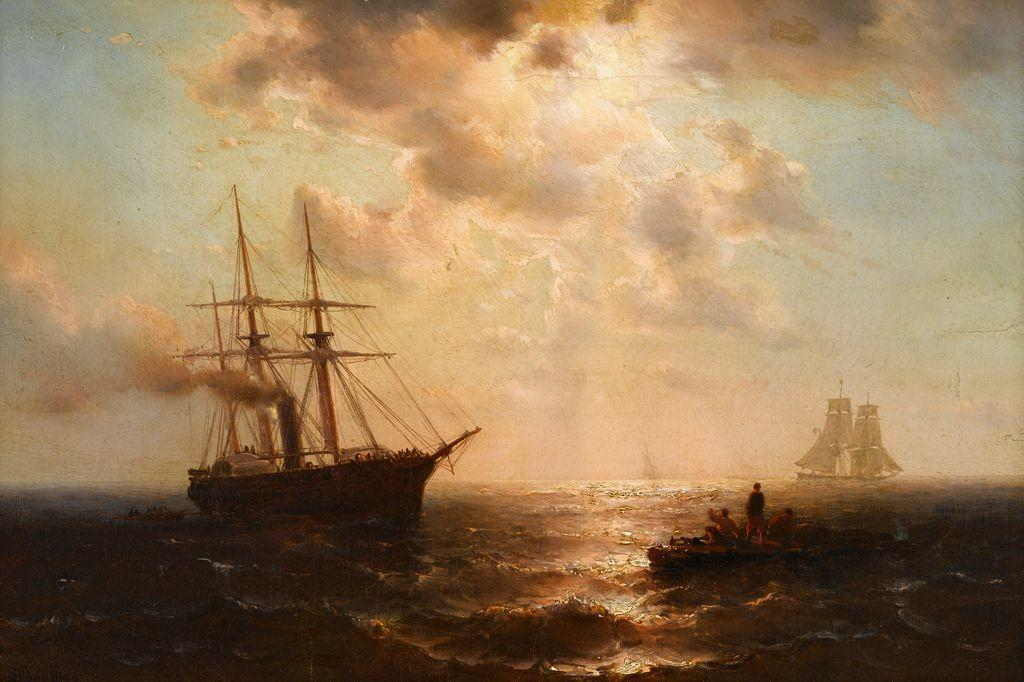
Пароход, пришедший на помощь
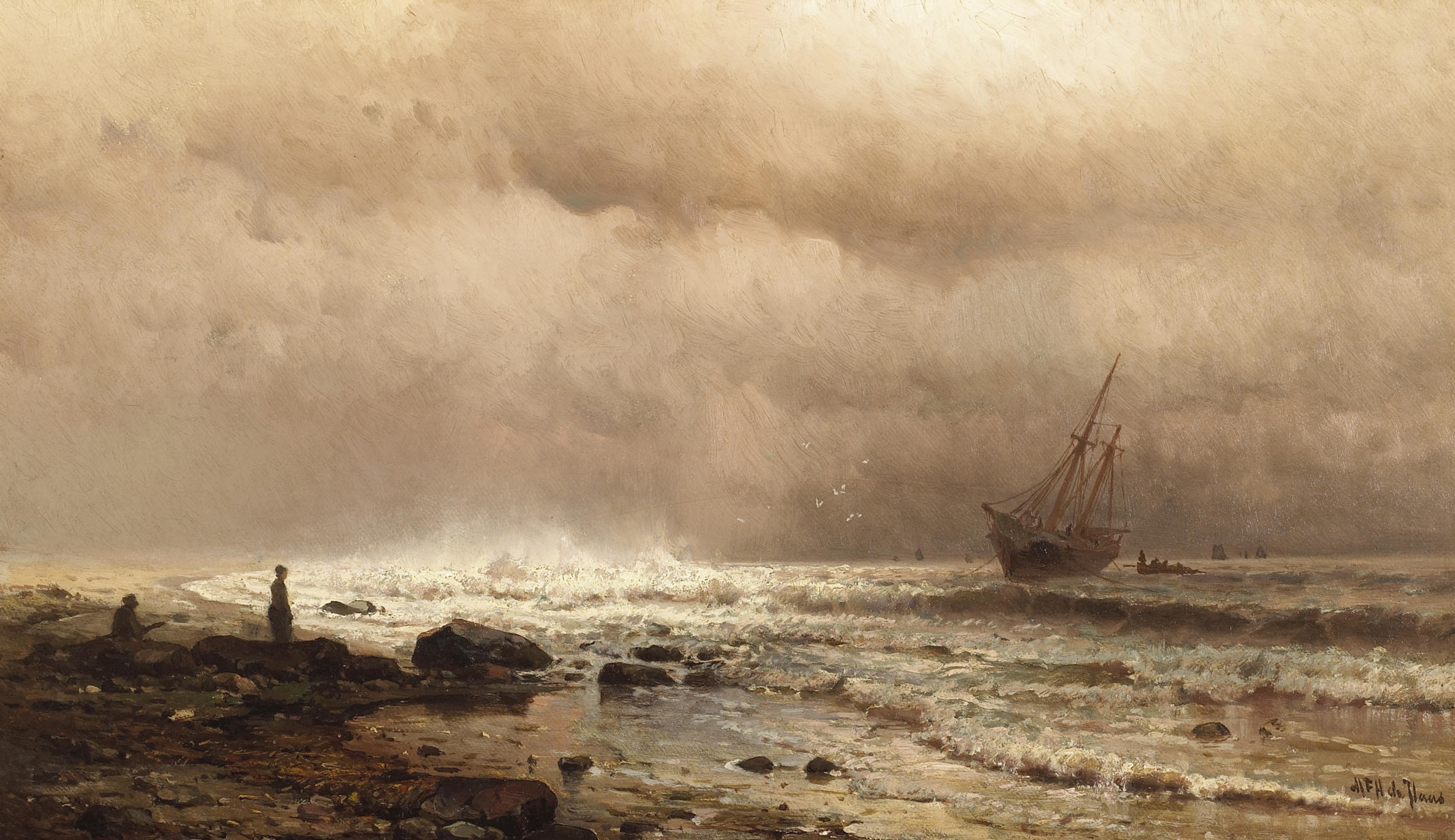
Вид на побережье с фигурами и кораблём в море
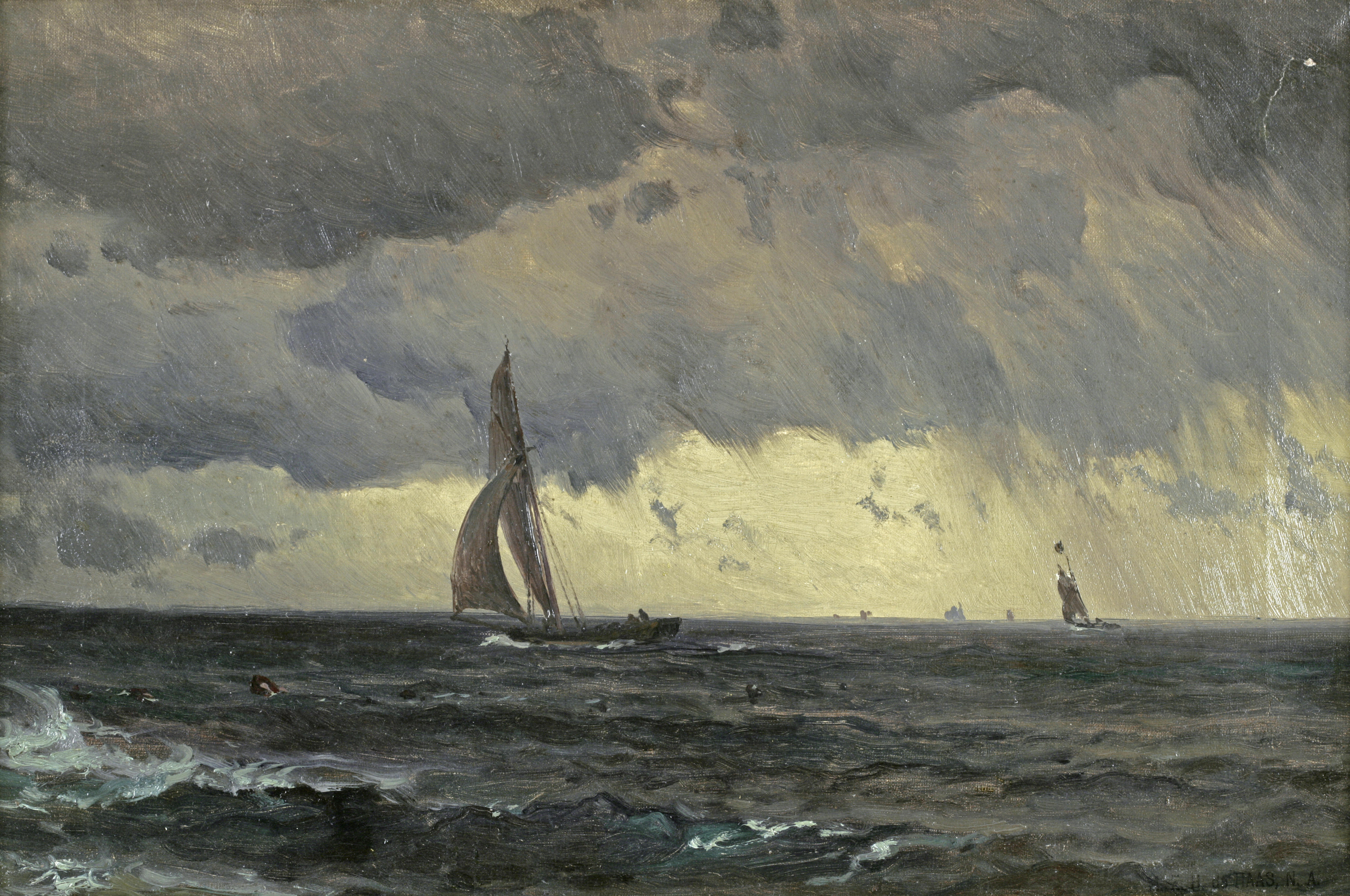
Плаванье сквозь шторм
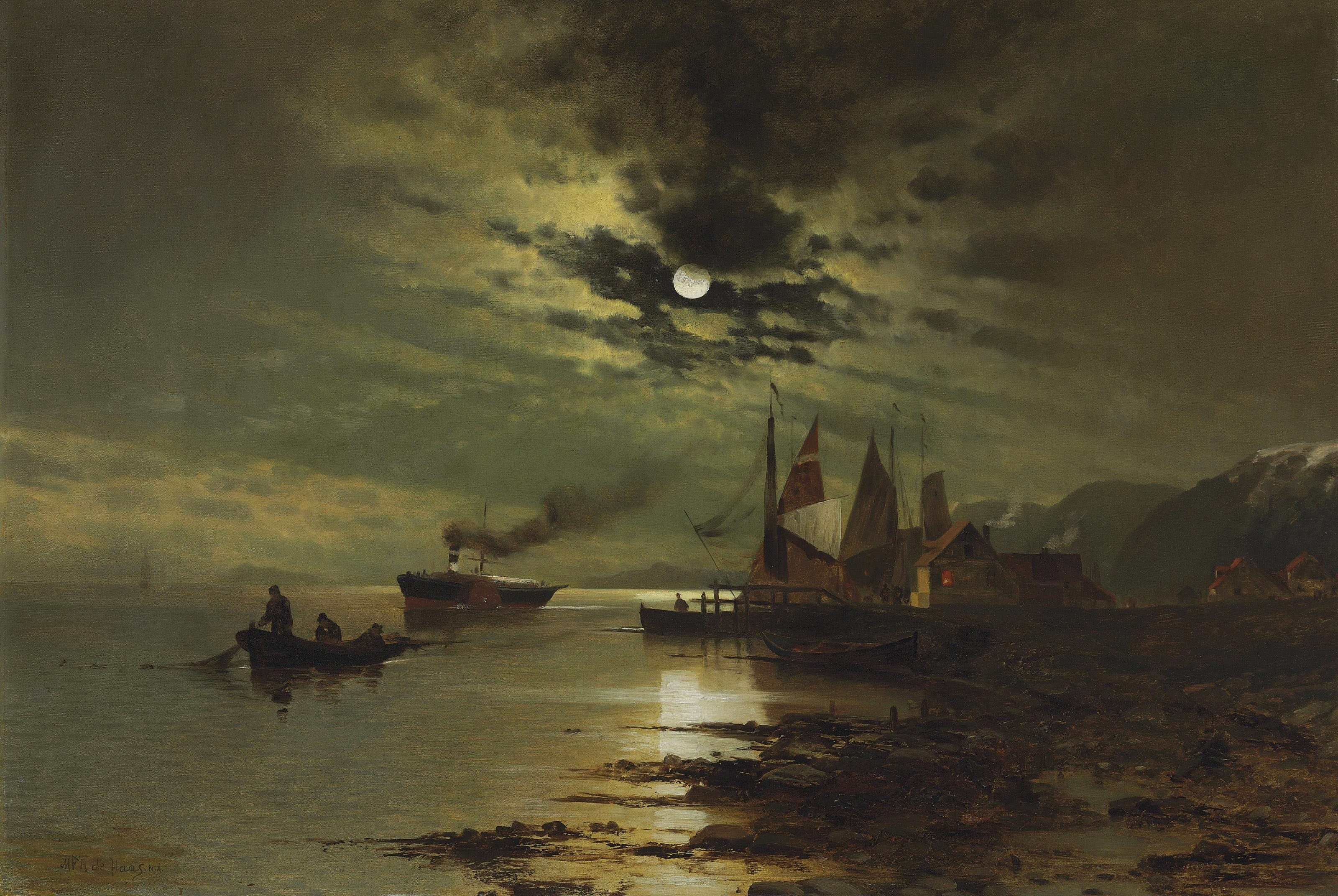
Гудзон под лунным светом
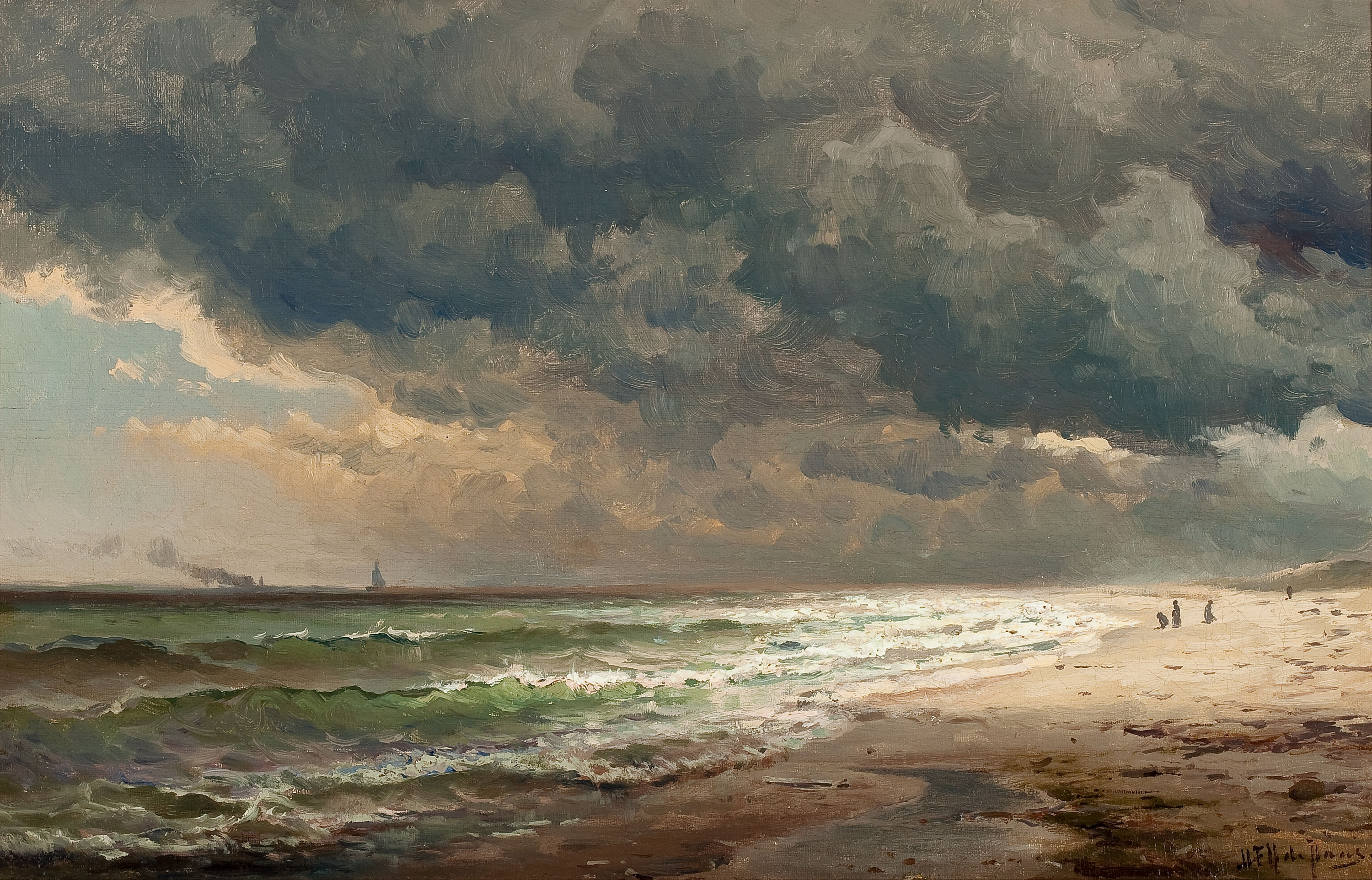
Пляж Лонг-Айленда